# كارلوس ريفيرو
كارلوس ريفيرو (بالإسبانية: Carlos Rivero González) (27 نوفمبر 1992 ببلنسية في فنزويلا - ) هو مدرب كرة قدم ولاعب كرة قدم فنزويلي في مركز الدفاع. شارك مع منتخب فنزويلا لكرة القدم. أما مع النوادي، فقد لعب مع ديبورتيفو تاشيرا وديبورتيفو لارا ونادي كارابوبو وDeportivo Anzoátegui S.C. ‏.

## وصلات خارجية
- كارلوس ريفيرو على موقع قاعدة بيانات كرة القدم.إي يو (الإنجليزية)
- كارلوس ريفيرو على موقع ناشيونال فوتبول تيمز (الإنجليزية)
- كارلوس ريفيرو على موقع Soccerway.com (الإنجليزية)
- كارلوس ريفيرو على موقع AS.com (الإسبانية)